# 이원중학교
이원중학교(伊院中學校)는 대한민국 충청북도 옥천군 이원면 건진리에 있는 공립 중학교이다.

## 학교 연혁
- 1946년 7월 1일 : 이원 농업중학교 설립인가(3학급)
- 1946년 10월 20일 : 이원 농업중학교 개교
- 1952년 3월 5일 : 이원중학교로 학교 명칭 변경
- 1956년 10월 20일 : 건진리 현 위치로 학교 이전
- 1998년 11월 13일 : 본관 18개 교실 신축
- 2006년 10월 2일 : 도서실 및 사료관 리모델링
- 2007년 4월 28일 : 다목적교실(강당) 준공
- 2024년 2월 7일 : 제76회 졸업 13명(누계 10,739명)
- 2024년 3월 4일 : 2024학년도 신입생 입학식(학생수 16명)
- 2024년 9월 1일 : 제32대 박정애 교장 부임

## 참고 자료
- 이원중학교 - 한국교육학술정보원 학교알리미